# Michael Burleigh
Michael Burleigh (3 april 1955) is een Engelse auteur en historicus wiens belangrijkste focus rust op nazi-Duitsland en gerelateerde onderwerpen. Hij leverde enkele geschiedkundige programma's voor televisie.

## Leven
Michael Burleigh werd geboren op 3 april 1955. Hij werd bekroond met een eredoctoraat in middeleeuwse en moderne geschiedenis aan het University College London in 1977, won de Pollard, Dolley en Sir William Mayer prijzen. Burleigh is met Linden Burleigh getrouwd sinds 1991. Zij leven in South East London.

## Carrière[1]
Na een doctoraat aan Bedford College (Londen) in 1982, bekleedde hij functies aan New College (Londen), de London School of Economics en aan de Cardiff-universiteit  waar hij een gerenommeerde onderzoekprofessor moderne geschiedenis was. Hij is ook professor geschiedenis geweest aan de Washington and Lee University in Virginia, en bijzonder hoogleraar aan Stanford University. In 2002 gaf hij drie Cardinal Basil Hume Memorial - lezingen aan Heythrop College aan de Universiteit van Londen.
Burleigh was lid van de Academische adviesraad van het Institut für Zeitgeschichte in Munich en lid van de Royal Historical Society. Hij richtte het tijdschrift Totalitarian Movements and Political Religions op en had een zitje in de redactieraad van Totalitarismus und Demokratie en Ethnic and Racial Studies. Zijn werken zijn vertaald in het Tsjechisch, Chinees, Kroatisch, Deens, Nederlands, Ests, Fins, Frans, Duits, Hebreeuws, Hongaars, Italiaans, Japans, Pools en Spaans.
Hij heeft zich actief bezig gehouden met de televisiekijker geschiedenis voorschotelen. In 1991 won hij de British Film Institute Award for Archival Achievement voor de Channel 4/Domino Films documentaire Selling Murder: The Killing Films of the Third Reich. In 1993 won hij een New York Film and Television Festival Award Bronze Medal voor Heil Herbie: The Story of the Volkswagen Beetle (Channel 4/Domino Films).
Burleigh zat in de adviesraad van het magazine Standpoint waar hij ook regelmatig tekst voor leverde. Hij won de Samuel Johnson Prize for Non Fiction in 2001 voor The Third Reich: A New History en de Nonino International Master of His Time Prize in 2012. Zijn Small Wars, Far Away Places: The Genesis of the Modern World 1945–65 werd genomineerd voor de Samuel Johnson Prize in 2013. Hij schrijft voor drie Britse dagbladen: The Times, The Daily Mail en The Daily Telegraph.